# Norgesmesterskapet 1930
La Norgesmesterskapet 1930 di calcio fu la 29ª edizione del torneo. La squadra vincitrice fu lo Ørn, che vinse la finale contro il Drammens con il punteggio di 4-2.

## Terzo turno
| Squadra 1   | Risultato   | Squadra 2     |
| ----------- | ----------- | ------------- |
| Aalesund    | 6 – 3       | Selbak        |
| Brage       | 3 – 0       | Ranheim       |
| Stavanger   | 4 – 0       | Djerv 1919    |
| Hardy       | 5 – 4 (dts) | Drafn         |
| Drammens    | 4 - 4 (dts) | Larvik Turn   |
| Lillestrøm  | 2 – 1       | Falk          |
| Fram Larvik | 3 – 2       | Kvik Halden   |
| Kapp        | 0 - 8       | Fredrikstad   |
| Gjøvik-Lyn  | 2 - 4       | Frigg         |
| Mjøndalen   | 9 – 0       | Hamar         |
| Steinkjer   | 3 - 6       | Kvik Nidaros  |
| Lisleby     | 6 – 1       | Strømsgodset  |
| Ørn         | 7 – 1       | Moss          |
| Trygg       | 1 - 2       | Odd           |
| Urædd       | 2 – 0       | Tønsberg Turn |
| Ulf         | 2 - 5       | Viking        |

### Ripetizione
| Squadra 1   | Risultato | Squadra 2 |
| ----------- | --------- | --------- |
| Larvik Turn | 0 - 3     | Drammens  |

## Quarto turno
| Squadra 1    | Risultato | Squadra 2   |
| ------------ | --------- | ----------- |
| Ørn          | 6 – 2     | Aalesund    |
| Frigg        | 10 – 2    | Brage       |
| Urædd        | 2 - 5     | Drammens    |
| Fredrikstad  | 2 – 0     | Fram Larvik |
| Viking       | 2 – 0     | Hardy       |
| Kvik Nidaros | 1 - 7     | Lisleby     |
| Odd          | 8 – 3     | Lillestrøm  |
| Stavanger    | 3 – 0     | Mjøndalen   |

## Quarti di finale
| Squadra 1 | Risultato   | Squadra 2   |
| --------- | ----------- | ----------- |
| Lisleby   | 2 - 3       | Drammens    |
| Odd       | 2 - 3       | Fredrikstad |
| Stavanger | 5 – 4 (dts) | Frigg       |
| Ørn       | 0 - 0 (dts) | Viking      |

### Ripetizione
| Squadra 1 | Risultato | Squadra 2 |
| --------- | --------- | --------- |
| Ørn       | 4 – 0     | Viking    |

## Semifinali
| Squadra 1 | Risultato | Squadra 2   |
| --------- | --------- | ----------- |
| Drammens  | 2 – 0     | Stavanger   |
| Ørn       | 2 – 1     | Fredrikstad |

## Finale
| Arbitro: | Randers-Johansen |

|                                    |           |                   |
| Fredriksen 16’ ? 52’ Dahl 72’, 85’ | Marcatori | 15’, 83’ Trogstad |

### Formazioni
| Ørn (2-3-5) |  |                    |
|             |  |                    |
| POR         |  | Gunnar Jacobsen    |
| DIF         |  | Knut Ellingsrud    |
| DIF         |  | Fritz Fritzon      |
| CEN         |  | Gudmund Fredriksen |
| CEN         |  | Kjell Halvorsen    |
| CEN         |  | Sverre Johansen    |
| ATT         |  | Egil Jacobsen      |
| ATT         |  | Sverre Fredriksen  |
| ATT         |  | Gunnar Dahl        |
| ATT         |  | Bjørn Olsen        |
| ATT         |  | Alf Nilsen         |

| Drammens (2-3-5) |  |                     |
|                  |  |                     |
| POR              |  | Einar Christensen   |
| DIF              |  | Thorleif Bache Wiig |
| DIF              |  | Arvid Andersen      |
| CEN              |  | Christian Tollefsen |
| CEN              |  | Ragnvald Eriksen    |
| CEN              |  | Kristian Larsen     |
| ATT              |  | Johan Wilthil       |
| ATT              |  | Einar Nielsen       |
| ATT              |  | Hans Trogstad       |
| ATT              |  | Arne Svendsen       |
| ATT              |  | Bjarne Gundersen    |